# Louis Gidrol
Louis Gidrol (ur. 1922, zm. ?) – czadyjski muzyk, autor słów do Le Tchadienne, narodowego hymnu Czadu.
Gidrol był zakonnikiem (należał do zakonu jezuitów) oraz nauczycielem muzyki. Wraz z misją jezuitów osiedlił się w miejscowości Bongor (1948).
Ze swoimi uczniami napisał słowa do melodii, skomponowanej przez ojca Paula Villarda. Le Tchadienne został przyjęty jako hymn Czadu tuż po uzyskaniu przez ten kraj niepodległości (1960).